# Medophron longicauda
Medophron longicauda är en stekelart som beskrevs av Horstmann och Yu 1999. Medophron longicauda ingår i släktet Medophron och familjen brokparasitsteklar. Arten är reproducerande i Sverige. Inga underarter finns listade i Catalogue of Life.